# 고지로촌 (야마구치현)
고지로촌(神代村)은 야마구치현 구가군에 설치되었던 촌이다. 현재의 이와쿠니시, 야나이시에 해당한다.

## 역사
- 1889년 4월 1일 - 정촌제 시행에 의해 구가군 고지로촌이 성립하였다.
- 1955년 4월 1일 - 고지로촌의 일부가 나루토촌과 합병해 오바타케촌이 성립, 유정이 성립, 동일 고지로촌은 폐지되었다.

## 교통

### 철도
- 일본국유철도
  - 산요본선

### 도로
- 국도 제188호선

## 참고문헌
- 角川日本地名大辞典 35 山口県